# Yu Shizhi
Yu Shizhi (于是之S, Yú ShìzhīP; Tangshan, 9 luglio 1927 – Pechino, 20 gennaio 2013) è stato un attore cinese.
In occasione del centenario della nascita dell'industria cinematografica in Cina nel 2005, la China Film Performance Art Academy lo ha inserito nella lista dei "100 migliori attori in 100 anni di cinema cinese".